# Coseltransporten

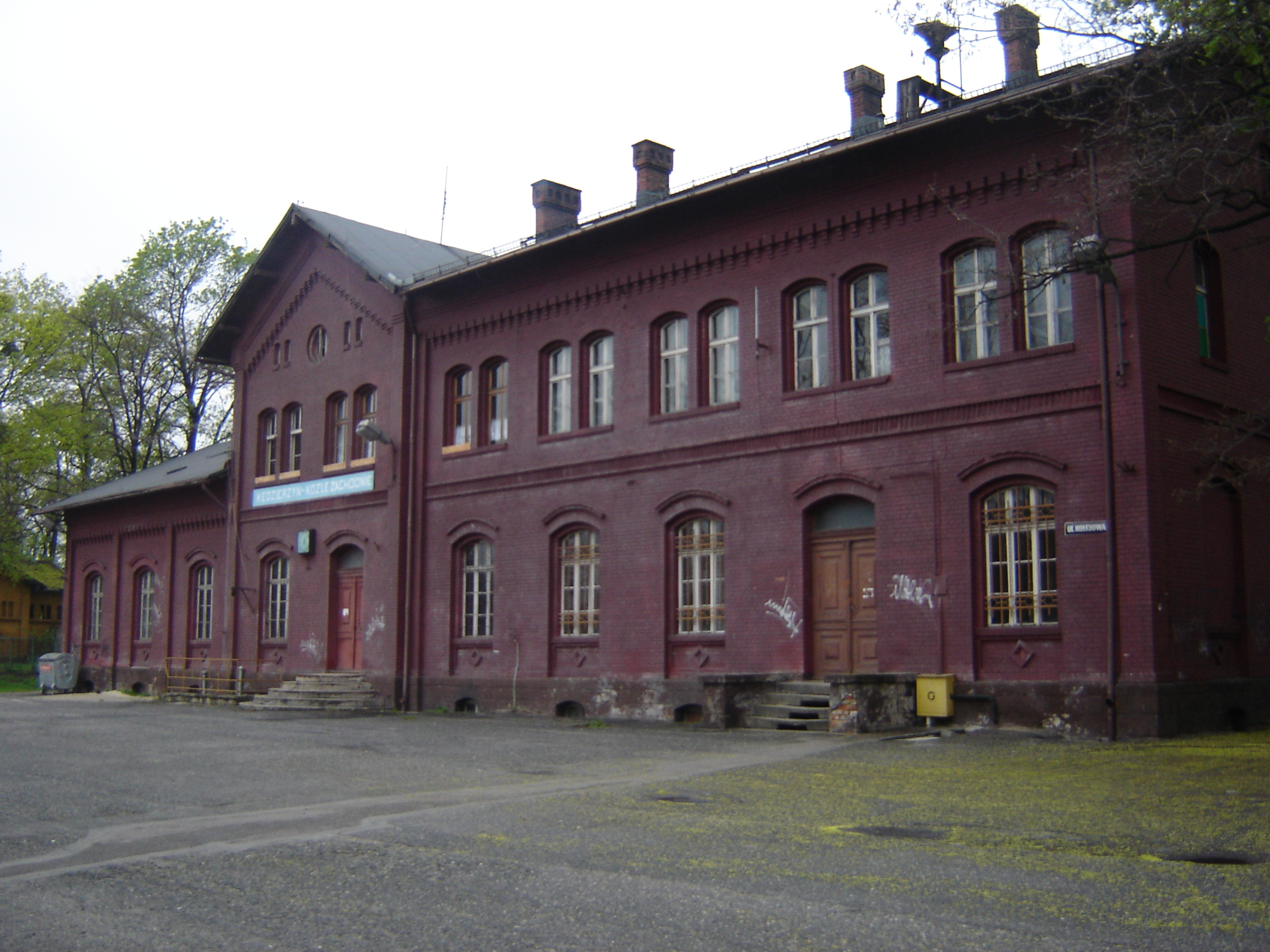
Koźle-treinstation

De Coseltransporten waren treintransporten die in de periode van 28 augustus tot 12 december 1942 plaatsvonden naar het concentratiekamp Auschwitz waarbij 9000 gedeporteerde Joodse mannen uit Nederland, België en Frankrijk, op het station Cosel, 80 kilometer ten westen van Auschwitz de trein moesten verlaten.
De volgens de Duitsers voor arbeid geschikte mannen en jongens werden uitgeladen. Zij werden geselecteerd om in de omliggende kampen te werken. Zij die hier niet uit de trein werden gehaald werden doorgestuurd naar Auschwitz, inclusief echtgenoten en kinderen van de geselecteerde mannen.

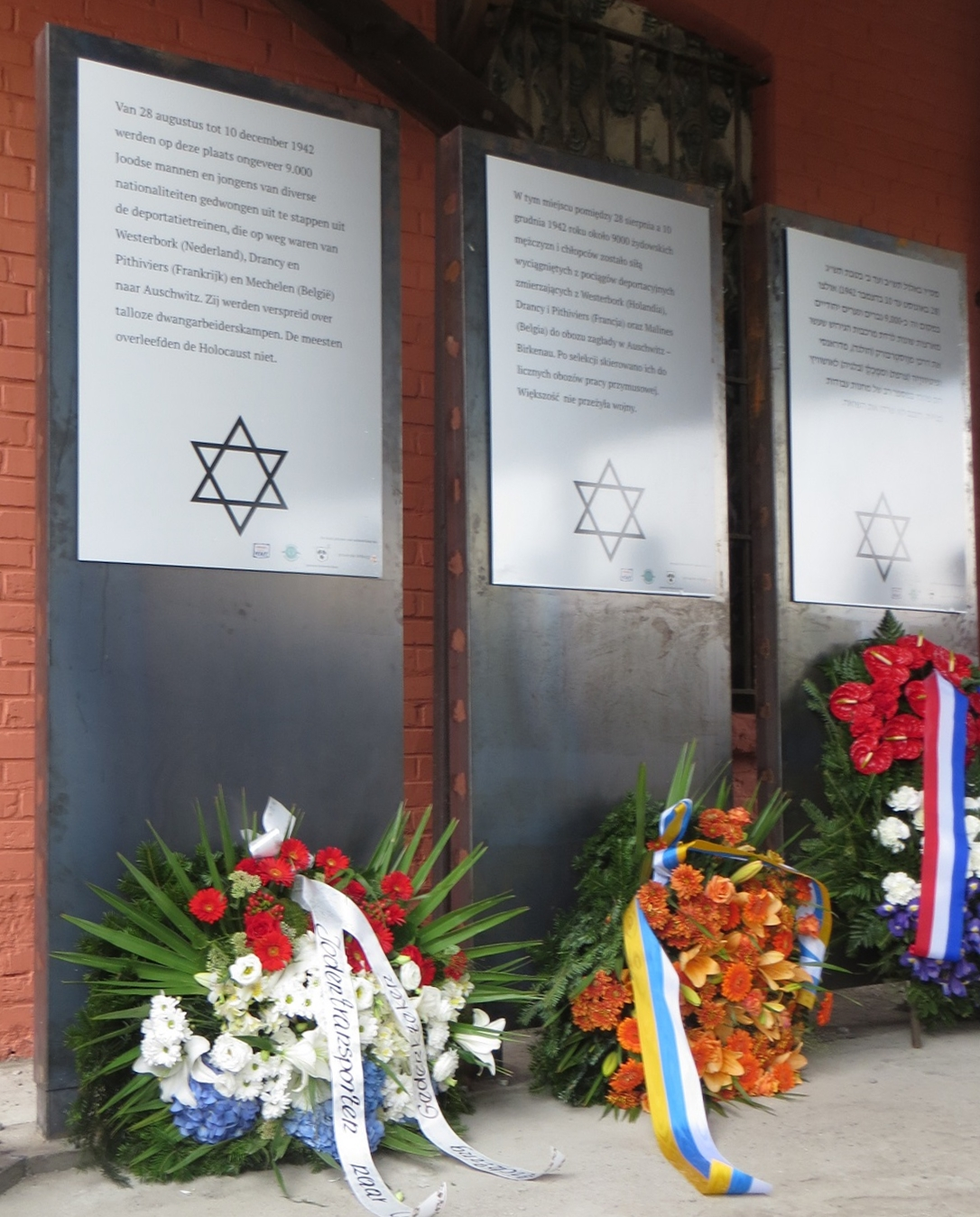
Herdenkingsplaten met Nederlandse, Poolse en Hebreeuwse tekst

In de Coselperiode werden door de Duitse Organisation Schmelt ongeveer 9000 mannen uit 39 treintransporten naar Auschwitz gehaald. Van de 9000 mannen, die in Cosel uit de treinen waren gehaald, overleefden er tussen 700 en 900 de oorlog. 
Uit 18 treintransporten die vertrokken waren vanuit Kamp Westerbork werden 3500 mannen geselecteerd. Hiervan overleefden 181 de oorlog, waarvan 126 die gewerkt hadden in kamp Blechhammer. 
De treinen uit Frankrijk kwamen uit Kamp Drancy en ook uit een kamp bij Pithivier, waar een doorgangskamp was gevestigd. De treinen uit België vertrokken vanuit Kazerne Dossin bij Mechelen. 
Op 2 september 2016 is door nabestaanden van de slachtoffers bij station Cosel een monument onthuld.